# Культурный шок
Культу́рный шок — эмоциональный или физический дискомфорт, дезориентация индивида, вызванная попаданием в иную культурную среду, столкновением с другой культурой, незнакомым местом.
В научный оборот термин «культурный шок» в 1960 году ввёл канадский исследователь Калерво Оберг. По его мнению, культурный шок — это «следствие тревоги, которая появляется в результате потери всех привычных знаков и символов социального взаимодействия», кроме того, при вхождении в новую культуру у человека появляются весьма неприятные ощущения.
Суть культурного шока — конфликт старых и новых культурных норм и ориентации, старых — присущих индивиду как представителю того общества, которое он покинул, и новых, то есть представляющих то общество, в которое он прибыл. Собственно говоря, культурный шок — это конфликт двух культур на уровне индивидуального сознания.

## Концепция айсберга
Вероятно, одной из самых известных метафор описания «культурного шока» является концепция айсберга. Она подразумевает, что культура состоит не только из того, что мы видим и слышим (язык, изобразительное искусство, литература, архитектура, классическая музыка, поп-музыка, танцы, кухня, национальные костюмы и др.), но и из того, что лежит за пределами нашего первоначального восприятия (восприятие красоты, идеалы воспитания детей, отношение к старшим, понятие греха, справедливости, подходы к решению задач и проблемы, групповая работа, зрительный контакт, язык тела, мимика, восприятие себя, отношение к противоположному полу, взаимосвязь прошлого и будущего, управление временем, дистанция при общении, интонация голоса, скорость речи и др.).
Суть концепции заключается в том, что культуру можно представить в виде айсберга, где над поверхностью воды находится лишь небольшая видимая часть культуры, а под кромкой воды весомая невидимая часть, которая не оказывается в поле зрения, однако, оказывает большое влияние на наше восприятие культуры в целом. При столкновении со скрытой, подводной частью айсберга (культуры) чаще всего и возникает культурный шок.
Американский исследователь Р. Уивер уподобляет культурный шок встрече двух айсбергов: именно «под водой», на уровне «неочевидного», происходит основное столкновение ценностей и менталитетов.
Он утверждает, что при столкновении двух культурных айсбергов та часть культурного восприятия, которая прежде была бессознательной, выходит на уровень сознательного, и человек начинает с большим вниманием относиться как к своей, так и к чужой культуре.
Индивид с удивлением осознаёт наличие этой скрытой системы контролирующих поведение норм и ценностей лишь тогда, когда попадает в ситуацию контакта с иной культурой.
Результатом этого становится психологический, а нередко и физический дискомфорт — культурный шок.

## Возможные причины
Существует немало точек зрения, касающихся причин культурного шока. Так, исследователь К. Фурнем, на основе анализа литературных источников, выделяет восемь подходов к природе и особенностям данного явления, комментируя и показывая в некоторых случаях даже их несостоятельность:
1. появление культурного шока связано с географическим перемещением, вызывающим реакцию, напоминающую оплакивание (выражение скорби по поводу) утраченных связей. Тем не менее, культурный шок не всегда связан с горем, поэтому в каждом отдельном случае невозможно предсказать тяжесть утраты и, соответственно, глубину этой скорби;
2. вина за переживание культурного шока возлагается на фатализм, пессимизм, беспомощность и внешний локус контроля человека, попавшего в чужую культуру. Но это не объясняет различий в степени дистресса и противоречит предположению, что большинство «путешественников» (мигрантов) субъективно имеют внутренний локус контроля;
3. культурный шок представляет собой процесс естественного отбора или выживания самых приспособленных, самых лучших. Но такое объяснение слишком упрощает присутствующие переменные, поскольку большинство исследований культурного шока не прогнозирующие, а ретроспективные;
4. вина за возникновение культурного шока возлагается на ожидания приезжего, неуместные в новой обстановке. При этом не доказана связь между неудовлетворенными ожиданиями и плохим приспособлением;
5. причиной культурного шока являются негативные события и нарушение ежедневного распорядка в целом. Однако измерить происходящие события и установить причинность очень сложно: с одной стороны, сами пострадавшие являются виновниками негативных событий, а с другой стороны, негативные события заставляют страдать этих людей;
6. культурный шок вызывается расхождением ценностей из-за отсутствия взаимопонимания и сопутствующих этому процессу конфликтов. Но какие-то ценности более адаптивны, чем другие, поэтому ценностный конфликт сам по себе не может быть достаточным объяснением;
7. культурный шок связан с дефицитом социальных навыков, вследствие чего социально неадекватные или неопытные люди переживают более трудный период приспособления. Тем не менее, здесь преуменьшается роль личности и социализации, а в таком понимании приспособления присутствует скрытый этноцентризм;
8. вина возлагается на недостаток социальной поддержки, причем в данном подходе приводятся аргументы из теории привязанности, теории социальной сети и психотерапии. Однако достаточно сложно количественно измерить социальную поддержку или разработать механизм либо процедуру социальной поддержки, чтобы проверить и обосновать такое заключение[6][7].

В основном человек получает культурный шок, попадая в другую страну, отличающуюся от страны, где проживает, хотя и с подобными ощущениями может столкнуться и в собственной стране при внезапном изменении социальной среды.
У человека возникает конфликт старых и новых культурных норм и ориентаций, — старых, к которым он привык, и новых, характеризующих новое для него общество. Это конфликт двух культур на уровне собственного сознания. Культурный шок возникает, когда знакомые психологические факторы, которые помогали человеку приспосабливаться к обществу, исчезают, а вместо этого появляются неизвестные и непонятные, пришедшие из другой культурной среды.
Такой опыт новой культуры неприятен. В рамках собственной культуры создается стойкая иллюзия собственного видения мира, образа жизни, менталитета и т. п. как единственно возможного и, главное, единственно допустимого. Подавляющее количество людей не осознает себя как продукт отдельной культуры, даже в тех редких случаях, когда они понимают, что поведение представителей других культур собственно и определяется их культурой. Только выйдя за пределы своей культуры, то есть встретившись с другим мировоззрением, мироощущением и т. д., можно понять специфику своего общественного сознания, увидеть различие культур.
Люди по-разному переживают культурный шок, неодинаково осознают остроту его воздействия. Это зависит от их индивидуальных особенностей, степени сходства или несходства культур. К этому можно отнести целый ряд факторов, включая климат, одежду, еду, язык, религию, уровень образования, материальное благосостояние, структуру семьи, обычаи и т. д.

## Факторы, влияющие на остроту культурного шока
Сила проявления культурного шока и длительность межкультурной адаптации зависит от ряда факторов, которые можно разделить на две группы: внутренние (индивидуальные) и внешние (групповые).
По мнению исследователей, возраст человека является базовым и критическим элементом адаптации к другой культуре. С возрастом человек сложнее интегрируется в новую культурную систему, сильнее и длительнее испытывает культурный шок, медленнее воспринимает ценности и образцы поведения новой культуры.
Также важным в процессе адаптации является уровень образования человека: чем он выше, тем успешнее проходит адаптация. Это связано с тем, что образование расширяет внутренний потенциал человека, усложняет его восприятие окружающей среды, а значит, делает его более терпимым к изменениям и новациям.
Можно говорить об универсальном перечне желательных характеристик человека, который готовится к жизни в другой культуре. К таким характеристикам следует отнести профессиональную компетентность, высокую самооценку, коммуникабельность, экстравертность, открытость для разных мнений и точек зрения, интерес к окружающей среде и людям, способность к сотрудничеству, внутренний самоконтроль, смелость и настойчивость.
К группе внутренних факторов, определяющих сложность адаптации и длительность культурного шока, помимо прочего относится жизненный опыт человека, его мотивация к перемещению, имеющийся опыт пребывания в другой культуре; наличие друзей среди местных жителей.
К группе внешних факторов относится культурная дистанция, под которой понимается степень различий между «своей» и «чужой» культурой. Нужно понимать, что на адаптацию оказывает влияние не сама культурная дистанция, а представление человека о ней, которое зависит от многих факторов: наличия или отсутствия войн, конфликтов в настоящем и в прошлом, знание чужого языка и культуры и т. д.
Стоит также отметить ряд внешних факторов, опосредованно определяющих процесс адаптации: условия страны пребывания, доброжелательность местных жителей к приезжим, готовность оказать им помощь, желание общаться с ними; экономическая и политическая стабильность в принимающей стране; уровень преступности; возможность и доступность общения с представителями другой культуры.

## Фазы культурного шока
По мнению Т. Г. Стефаненко, существуют следующие стадии культурного шока: «медовый месяц», «собственно культурный шок», «примирение», «адаптация».
1. «Медовый месяц». Данная стадия характеризуется энтузиазмом, приподнятым настроением, большими надеждами. В течение этого периода различия между «старой» и «новой» культурой человек воспринимает положительно, с большим интересом.
2. Собственно «культурный шок». На втором этапе непривычная окружающая среда начинает оказывать негативное воздействие. Через некоторое время человек осознает возникающие проблемы с общением (даже если знание языка хорошее), на работе, на учёбе, в магазине, дома. Внезапно все различия становятся для него ещё заметнее. Человек осознает, что с этими различиями ему придётся жить не несколько дней, а месяцы или, возможно, годы. Начинается кризисная стадия культурного шока.
3. «Примирение». Данная стадия характеризуется тем, что депрессия медленно сменяется оптимизмом, ощущением уверенности и удовлетворения. Человек чувствует себя более приспособленным и интегрированным в жизнь общества.
4. «Адаптация». На этой стадии человек больше не реагирует отрицательно или положительно, потому что приспосабливается к новой культуре. Он вновь ведёт повседневную жизнь, как и ранее на своей родине. Человек начинает понимать и ценить местные традиции и обычаи, даже перенимает некоторые модели поведения и чувствует себя более раскованно и свободно в процессе взаимодействия с местными жителями[9][10].

## Способы преодоления
По мнению американского антрополога Ф. Бока, существуют четыре способа разрешения конфликта, возникающего при культурном шоке.
Первый способ можно назвать геттоизацией (от слова гетто). Он осуществляется в ситуациях, когда человек попадает в другое общество, но старается или оказывается вынужден (из-за незнания языка, вероисповедания или по каким-нибудь другим причинам) избегать всякого соприкосновения с чужой культурой. В этом случае он старается создать собственную культурную среду — окружение соотечественниками, отгораживаясь этим окружением от влияния инокультурной среды.
Второй способ разрешения конфликта культур — ассимиляция. В случае ассимиляции индивид, наоборот, полностью отказывается от своей культуры и стремится целиком усвоить необходимые для жизни культурные нормы другой культуры. Конечно, это не всегда удается. Причиной неудачи может быть либо недостаточная способность личности приспособиться к новой культуре, либо сопротивление культурной среды, членом которой он намерен стать.
Третий способ разрешения культурного конфликта — промежуточный, состоящий в культурном обмене и взаимодействии. Для того чтобы обмен приносил пользу и обогащал обе стороны, нужна открытость с обеих сторон, что в жизни встречается крайне редко, особенно, если стороны изначально неравны. Результаты такого взаимодействия не всегда очевидны в самом начале. Они становятся видимыми и весомыми лишь по прошествии значительного времени.
Четвёртый способ — частичная ассимиляция, когда индивид жертвует своей культурой в пользу инокультурной среды частично, то есть в какой-то одной из сфер жизни: например, на работе руководствуется нормами и требованиями другой культуры, а в семье, в религиозной жизни — нормами своей традиционной культуры.

## Критика
Последствия культурного шока могут быть не только негативными. По мнению современных исследователей, культурный шок является вполне нормальной реакцией, и даже неотъемлемой частью процесса адаптации к новым условиям. Кроме того, в этом случае человек не просто получает информацию о новой культуре и её нормах и ценностях, но и повышает свой уровень культурного развития, хотя и испытывает при этом стресс. Поэтому с начала 90-х гг. XX в. многие ученые предпочитают использовать словосочетание «стресс аккультурации».